# Lachenalia youngii
Lachenalia youngii är en sparrisväxtart som beskrevs av John Gilbert Baker. Lachenalia youngii ingår i släktet Lachenalia och familjen sparrisväxter. Inga underarter finns listade i Catalogue of Life.